# Kleine speldenprikzwam
De kleine speldenprikzwam (Poronia erici) is een schimmel behorend tot de familie Xylariaceae. Hij komt voor in graslanden. De schimmel groeit in uitwerpselen van gewervelde dieren. Hij onderscheidt zich van de grote speldenprikzwam (Poronia punctata) door de grotere en vooral bredere sporen.

## Kenmerken
Uiterlijke kenmerken
Poronia erici vormt ondiep komvormige vruchtlichamen met een diameter hebben van 1,5 tot 6 mm. Ze hebben een korte steel die tot 6 mm lang kan worden. Zelden wordt de steel 20 mm lang, vooral wanneer de mest in de kruidenlaag of de grond is verzonken. De buitenkant is zwartbruin en wordt grijsbruin bij droogte. Het is ruw, soms iets gerimpeld in de lengte en soms met een vertakking. De basis van de steel en het omringende substraat zijn grotendeels bedekt met een bruin gekleurd mycelium. Het bovenoppervlak is concaaf als het jong is, maar spreidt zich al snel plat uit. Het bevat een "deksel" met een aantal gaatjes waardoor perithecia zich naar boven werken. Deze geven het bovenoppervlak een doorboord uiterlijk.

### Microscopische kenmerken
De cilindrische asci zijn aan de basis enigszins steelachtig versmald. Ze hebben elk acht ascosporen en zijn 160-220 (tot 320) × 20-40 (tot 50) µm groot. De ascosporen zijn gerangschikt in een of twee rijen en zijn langwerpig ellipsoïde of soms spoelvormig. Ze bereiken een grootte van 22-35 × 12-20 µm. Ze zijn zwart als ze rijp zijn en bevatten veel kleine druppeltjes. De talrijke cilindrische parafysen zijn hyaliene, septaat en meten 2-6 µm breed.

## Habitat
Poronia erici werd oorspronkelijk alleen beschreven als levend in konijnenmest en bij uitzondering schapenmest in de buurt van de kust. Het lijkt echter ook voor te komen op paarden- en ezelmest en ook in gebieden ver van de kust. In de kunstduinen zijn ook meldingen bekend op geitenmest

## Verspreiding
De kleine speldenprikzwam komt voor in Europa (Nederland, Zweden, Denemarken, Frankrijk, België, Duitsland, Montenegro, Zwitserland, Spanje, Groot-Brittannië). Hij lijkt ook toe te nemen in Australië, waar hij leeft op de mest van verschillende buideldieren (kangoeroes, wallaby's). Er wordt gespeculeerd dat Poronia erici vanuit Australië in Europa is geïntroduceerd.
In Nederland komt hij matig algemeen voor. Hij staat op de rode lijst in de categorie 'gevoelig'.

## Foto's

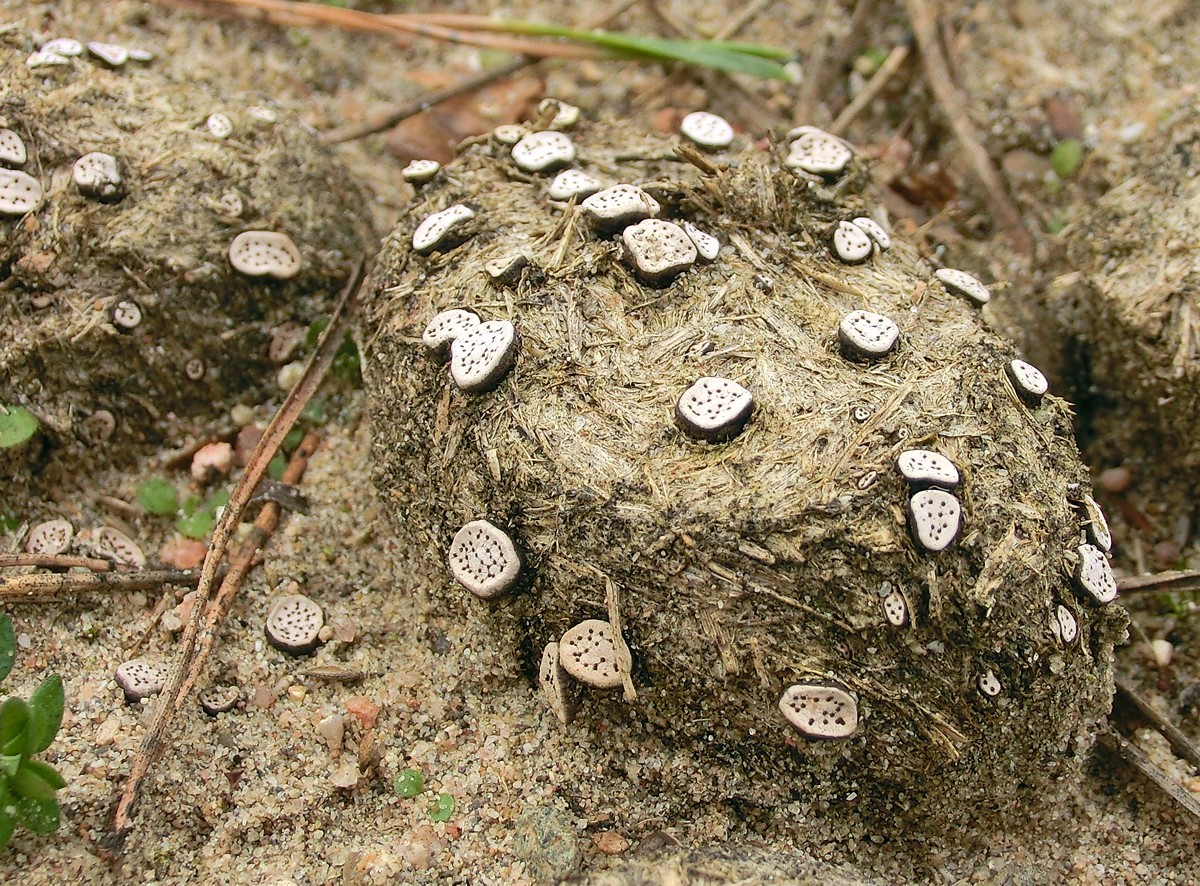
Exemplaar op ezelmest
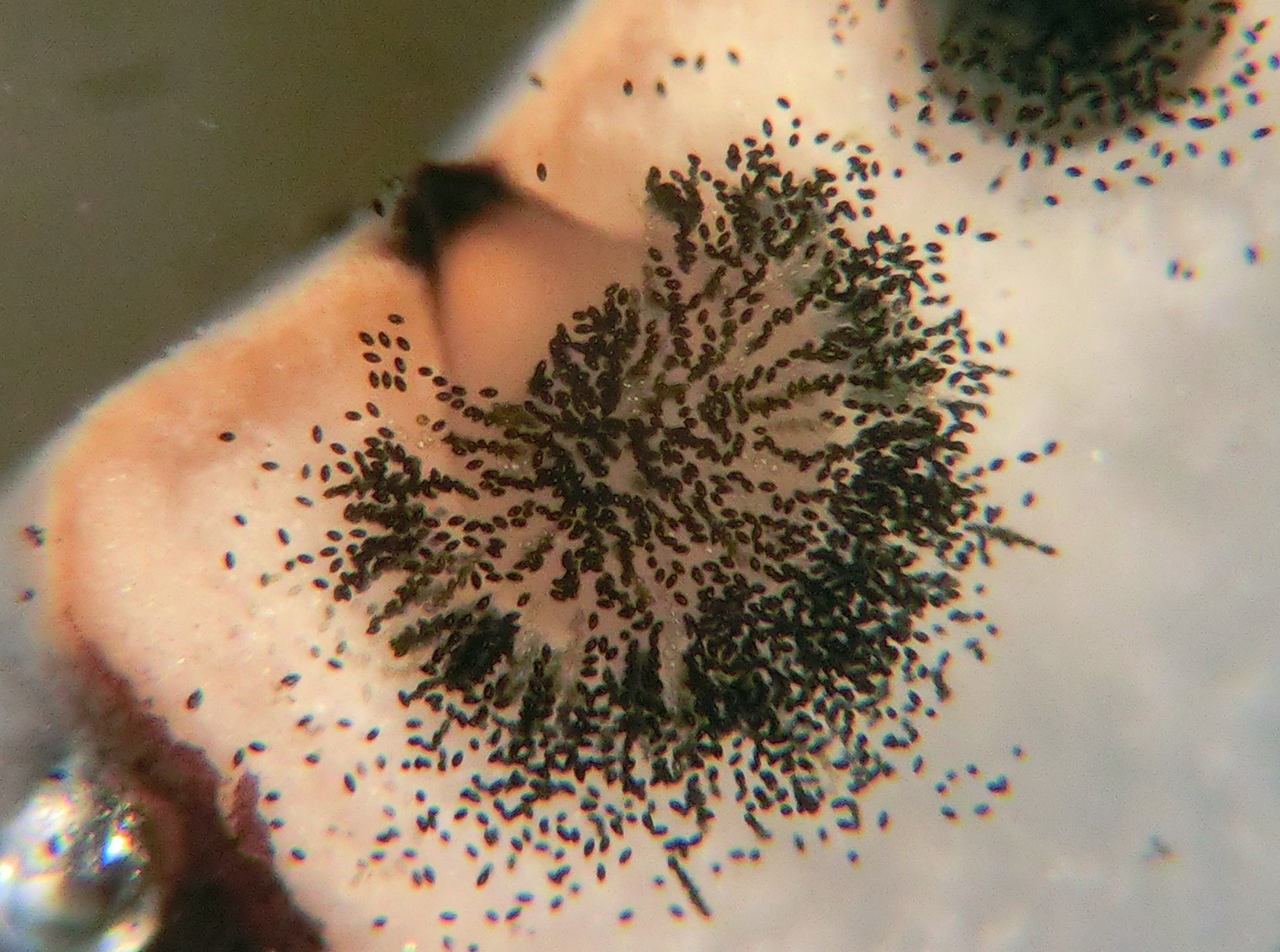
Ascosporen
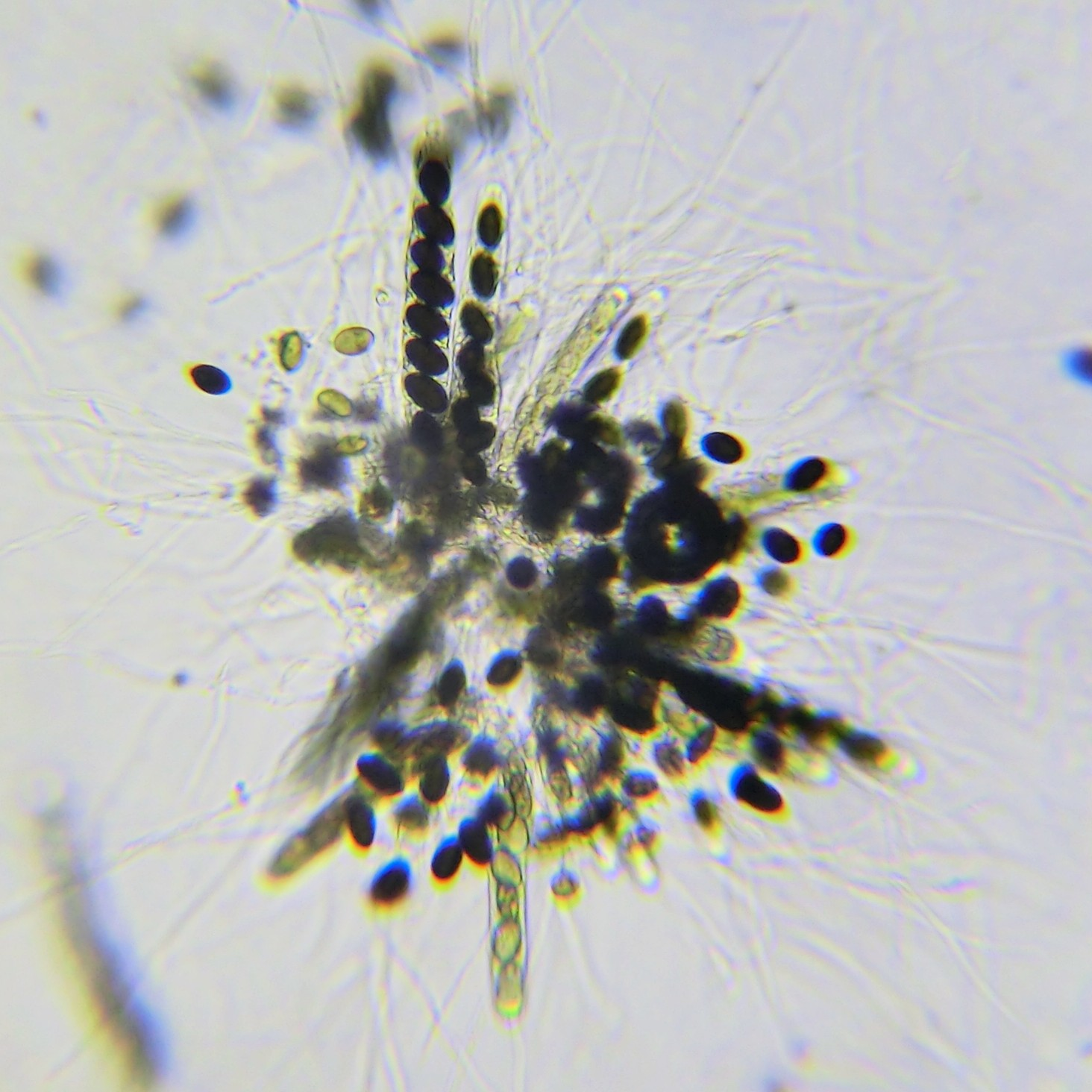
Asci met ascosporen